# Gummo
«Gummo» (стилизовано под маюскул) — песня, записанная американским рэпером 6ix9ine и выпущенная на цифровых площадках 24 сентября 2017 года. Она была выпущена в качестве ведущего сингла с дебютного микстейпа 6ix9ine Day69 (2018). Сингл достиг 12-й позиции в американском чарте Billboard Hot 100. «Gummo» был сертифицирован золотым RIAA 11 января 2018 года, а затем платиновым 5 марта, когда песня достигла 2 миллионов проданных копий.
Официальный ремикс содержит гостевое участие Offset, а также включён в микстейп Day69. Ремикс от Лил Уэйна с участием Gudda Gudda включён в микстейп Dedication 6: Reloaded, спродюсированный DJ Drama.

## Споры
Музыка для песни была написана Pi’erre Bourne. Прежде чем песня была выпущена, Trippie Redd вместо этого минуса дал 6ix9ine получше, в результате чего Pi’erre объявил, что он больше не будет сотрудничать с Trippie Redd из-за обвинений 6ix9ine в сексуальных домогательствах. Адвокаты Pi’erre позже заставили 6ix9ine удалить метку продюсера Pi’erre из песни.

## Коммерческий успех
«Gummo» дебютировал под номером 58 в чарте Billboard Hot 100 на недели, начинающейся 2 декабря 2017 года. Он достиг высшей позиции под номером 12 на недели, начинающейся 30 декабря, оставаясь в чарте в течение двадцати недель. В Канаде песня дебютировала под номером 72 в чарте Canadian Hot 100 на той же неделе, когда она дебютировала в Billboard Hot 100. Сингл достиг высшей позиции под номером 32 на недели, начинающейся 10 марта и оставался в чарте в течение двадцати недель.

## Музыкальное видео
Музыкальное видео было выпущено на YouTube наряду с цифровым релизом. Официальное аудио песни было позже выпущено на SoundCloud. В музыкальном видео демонстрируется 6ix9ine в Бед-Стай, Бруклин, Нью-Йорк, вместе с различными членами уличной банды Bloods. По состоянию на декабрь 2019 года, клип собрал свыше 356 миллионов просмотров.

## Ремикс
Официальный ремикс записан при участии Offset. Ремикс также вошёл в микстейп Day 69.

## Чарты
| Чарт (2017–18)                        | Высшая позиция |
| ------------------------------------- | -------------- |
| Канада (Canadian Hot 100)             | 32             |
| Словакия (Singles Digitál Top 100)    | 72             |
| США Billboard Hot 100                 | 12             |
| США Hot R&B/Hip-Hop Songs (Billboard) | 5              |

| Чарт (2018)                           | Позиция |
| ------------------------------------- | ------- |
| Канада (Canadian Hot 100)             | 98      |
| США Billboard Hot 100                 | 56      |
| США Hot R&B/Hip-Hop Songs (Billboard) | 30      |

## Сертификации
| Регион | Сертификация  | Продажи   |
| --- | ------------- | --------- |
| Канада (Music Canada) | Платиновый    | 80 000    |
| Мексика (AMPROFON) | Золотой       | 30 000    |
| США (RIAA) | 2× Платиновый | 2 000 000 |
| ^ Данные о тиражах приведены только на основе сертификации. · Данные о продажах + прослушиваниях приведены только на основе сертификации. |               |           |